# 中島京子 (作家)
中島 京子（なかじま きょうこ、1964年3月23日 - ）は、日本の小説家、エッセイスト。
東京都杉並区出身。埼玉県和光市、八王子市育ち。父はフランス文学者で中央大学名誉教授の中島昭和。母はフランス文学者で明治大学元教授の中島公子。姉はエッセイストの中島さおり。

## 経歴
共立女子第二高等学校、東京女子大学文理学部史学科卒業。早稲田国際日本語学校職員、出版社勤務を経る。出版社では女性誌の編集に長く携わった後に退社する。
1996年にインターンシップ・プログラムスで渡米。1997年に帰国、フリーライターとなる。
2003年、『FUTON』で小説家デビュー。同作が第25回野間文芸新人賞候補となる。
2006年、『イトウの恋』で第27回吉川英治文学新人賞候補。
2007年、『均ちゃんの失踪』で第28回吉川英治文学新人賞候補。
2008年、『冠・婚・葬・祭』で第29回吉川英治文学新人賞候補。
2010年、『小さいおうち』で第143回直木三十五賞受賞。
2011年、『ハブテトル ハブテトラン』で第1回広島本大賞受賞。
2014年、『小さいおうち』が山田洋次監督により映画化。同作は第64回ベルリン国際映画祭コンペティション部門に出品され、出演した黒木華が同映画祭最優秀女優賞の「銀熊賞」を受賞した。同年、『妻が椎茸だったころ』で第42回泉鏡花文学賞受賞。
2015年、『かたづの!』で第3回河合隼雄物語賞・第4回歴史時代作家クラブ賞（作品賞）・第28回柴田錬三郎賞をそれぞれ受賞。『長いお別れ』で第10回中央公論文芸賞・第5回日本医療小説大賞をそれぞれ受賞。
2020年、『夢見る帝国図書館』で第30回紫式部文学賞を受賞。
2022年、『ムーンライト・イン』『やさしい猫』で第72回芸術選奨文部科学大臣賞を受賞。
2022年、『やさしい猫』で第56回吉川英治文学賞を受賞。

## 作品一覧

### 小説
- 『FUTON』（2003年5月 講談社 / 2007年 講談社文庫）
- 『イトウの恋』（2005年3月 講談社 / 2008年 講談社文庫）[22]
- 『さようなら、コタツ』（2005年5月 マガジンハウス / 2007年 集英社文庫）
  - 【収録作品】ハッピー・アニバーサリー / さようなら、コタツ / インタビュー / 陶器の靴の片割れ / ダイエットクイーン / 八十畳 / 私は彼らのやさしい声を聞く
- 『ツアー1989』（2006年5月 集英社 / 2009年8月 集英社文庫）
  - 【収録作品】迷子つきツアー / リフレッシュ休暇 / テディ・リーを探して / 吉田超人
- 『均ちゃんの失踪』（2006年11月 講談社 / 2010年2月 講談社文庫）
  - 【収録作品】均ちゃんの失踪 / のれそれ / 彼と終わりにするならば / お祭りまで / 出発ロビー
- 『桐畑家の縁談』（2007年3月 マガジンハウス / 2010年 集英社文庫）
- 『冠・婚・葬・祭』（2007年9月 筑摩書房 / 2010年9月 ちくま文庫）
  - 【収録作品】空に、ディアボロを高く / この方と、この方 / 葬式ドライブ / 最後のお盆
- 『平成大家族』（2008年2月 集英社 / 2010年9月 集英社文庫）
  - 【収録作品】トロッポ・タルディ / 酢こんぶプラン / 公立中サバイバル / アンファン・テリブル / 時をかける老婆 / ネガティブ・インディケータ / 冬眠明け / 葡萄を狩りに / カラスとサギ / 不存在の証明 / 吾輩は猫ではない
- 『ハブテトル ハブテトラン』（2008年12月 ポプラ社 / 2010年9月 ポプラ文庫）
- 『エ/ン/ジ/ン』（2009年2月 角川書店）
  - 【改題】宇宙エンジン（2012年8月 角川文庫）
- 『女中譚』（2009年8月 朝日新聞出版 / 2013年3月 朝日文庫）
- 『小さいおうち』（2010年5月 文藝春秋 / 2012年10月 文春文庫）
- 『エルニーニョ』（2010年12月 講談社 / 2013年12月 講談社文庫）
- 『花桃実桃』（2011年2月 中央公論新社 / 2014年6月 中公文庫）
- 『東京観光』（2011年8月 集英社 / 2014年8月 集英社文庫）
- 『眺望絶佳』（2012年1月 角川書店 / 2015年1月 角川文庫）
- 『のろのろ歩け』（2012年9月 文藝春秋 / 2015年3月 文春文庫）
- 『妻が椎茸だったころ』（2013年11月 講談社 / 2016年12月 講談社文庫）
- 『かたづの！』（2014年8月 集英社 / 2017年6月 集英社文庫）
- 『パスティス 大人のアリスと三月兎のお茶会』（2014年11月 筑摩書房 / 2019年4月 ちくま文庫）
- 『長いお別れ』（2015年5月 文藝春秋 / 2018年3月 文春文庫）
- 『彼女に関する十二章』（2016年5月 中央公論新社 / 2019年3月 中公文庫）
- 『ゴースト』(2017年8月 朝日新聞出版)
- 『樽とタタン』(2018年2月 新潮社)
- 『夢見る帝国図書館』（2019年5月 文藝春秋/ 2022年5月 文春文庫)
- 『キッドの運命』（2019年12月 集英社 / 2022年10月 集英社文庫）
  - 【収録作品】ベンジャミン / ふたたび自然に戻るとき / キッドの運命 / 種の名前 / 赤ちゃん泥棒 / チョイス
- 『ムーンライト・イン』（2021年3月 KADOKAWA） ISBN 978-4041110782
- 『やさしい猫』（2021年8月 中央公論新社） ISBN 978-4120054556
- 『オリーブの実るころ』（2022年6月 講談社）ISBN 978-4065279502

#### アンソロジー
「」内が収録されている中島京子の作品
- 放課後。（2007年7月 ピュアフル文庫）「ゴセイト」
- Re-born はじまりの一歩（2010年12月 実業之日本社文庫）「コワリョーフの鼻」
- きっと、夢にみる 競作集〈怪談実話系〉（2015年4月 角川文庫）「真昼の川辺で、太陽が照りつける中」
- 黒い結婚 白い結婚（2017年3月 講談社 / 2020年6月 講談社文庫）「家猫」
- 本格王2020（2020年8月 講談社文庫）「ベンジャミン」

#### 単行本未収録作品
- 富嶽百景（『小説すばる』2006年7月号）

### その他の著作
- 『だいじなことはみんなアメリカの小学校に教わった - 脱OLの見習い先生日記』（1999年3月 主婦の友社）
  - 【改題】ココ・マッカリーナの机（2006年4月 集英社文庫）
- 『ライターの仕事』（1999年10月 角川書店）
- 『自然と環境にかかわる仕事』（2000年8月 主婦の友社）
- 『ココ・マッカリーナのしみこむしみこむえほん』（2005年9月 主婦の友社）
- 『堤中納言物語 池澤夏樹=個人編集 日本文学全集03』（2016年1月 河出書房新社）、現代語訳
- 『堤中納言物語　作家と楽しむ古典2』（2018年1月 河出書房新社）、作品論
- 『ワンダーランドに卒業はない』（2022年8月 世界思想社）
- 『小日向でお茶を』（2023年3月 主婦の友社）

## メディア・ミックス

### 映画
- 小さいおうち（2014年1月25日公開、配給：松竹、監督：山田洋次、主演：松たか子）
- 長いお別れ （2019年5月31日公開、配給：アスミック・エース、監督：中野量太、主演：蒼井優）

### テレビドラマ
- やさしい猫（2023年6月24日 - 、NHK総合土曜ドラマ、主演：優香）

## 出演
- エアレボリューション（ニコニコ生放送、2023年5月14日）